# Blanquefort (Gironda)
Blanquefort è un comune francese di 15 314 abitanti situato nel dipartimento della Gironda nella regione della Nuova Aquitania.

## Società

### Evoluzione demografica
Abitanti censiti